# 維赫里夫卡
48°56′19″N 26°55′14″E / 48.93861°N 26.92056°E
維赫里夫卡（烏克蘭語：Вихрівка）是位於烏克蘭西部赫梅利尼茨基州裏卡緬涅茨-波多利斯基區的杜納伊夫齊市鎮的村莊，始建於十八世紀，面積1.5平方公里，海拔高度275米，2001年人口510，人口密度每平方公里339.8人。